# Hōsui-Susukino (metropolitana di Sapporo)
Hōsui-Susukino (豊水すすきの駅?, Hōsui-Susukino-eki) (H09) è una stazione della metropolitana di Sapporo situata nel quartiere di Chūō-ku, a Sapporo, Giappone, servita dalla linea Tōhō. Collegata in sotterranea è presente anche la stazione di Susukino servita dalla linea Nanboku. Fino al 1994 la stazione era il capolinea meridionale della linea Tōhō.

## Struttura
La stazione è dotata di un mezzanino al primo piano interrato e, al piano inferiore, di un marciapiede a isola con due binari passanti al in sotterranea e così utilizzati:
| 1 | Linea Tōhō | per Misono e Fukuzumi           |
| 2 | Linea Tōhō | per Sapporo, Ōdōri e Sakaemachi |

## Stazioni adiacenti
| «          | Servizio   | »          |
| Linea Tōhō | Linea Tōhō | Linea Tōhō |
| ---------- | ---------- | ---------- |
| Ōdōri      | -          | Gakuen-Mae |